# Budinjak
Budinjak je naselje koje se nalazi u sastavu Grada Samobora, Zagrebačka županija. Površina naselja iznosi 2,2 km2.

## Stanovništvo
Prema popisu stanovništva iz 2011. godine, naselje je imalo 11 stanovnika,a 6 obiteljskih kućanstava prema popisu iz 2001.
| broj stanovnika | 40    | 78    | 84    | 88    | 73    | 33    | 42    | 50    | 20    | 27    | 36    | 27    | 20    | 17    | 15    | 11    | 10    |
|                 | 1857. | 1869. | 1880. | 1890. | 1900. | 1910. | 1921. | 1931. | 1948. | 1953. | 1961. | 1971. | 1981. | 1991. | 2001. | 2011. | 2021. |

## Spomenici i znamenitosti
- Arheološko nalazište Budinjak, iz razdoblja kasnog brončanog doba i starijeg željeznog doba
- Kapela sv. Petronile